# Catephia longinquua
Catephia longinquua är en fjärilsart som beskrevs av Swinhoe 1890. Catephia longinquua ingår i släktet Catephia och familjen nattflyn. Inga underarter finns listade i Catalogue of Life.